# Courtauld Institute of Art
The Courtauld Insitute of Art (pol. Instytut Courtaulda, Courtauld) – brytyjska szkoła wyższa specjalizująca się w historii i konserwacji dzieł sztuki, wchodząca w skład Uniwersytetu Londyńskiego. W jej posiadaniu znajduje się bogata kolekcja obrazów, grafiki, rzeźby i wyrobów rzemiosła artystycznego, częściowo eksponowana w Courtauld Gallery.

## Historia
Instytut został powołany w 1932 r. w wyniku prywatnej inicjatywy kolekcjonerów Samuela Courtaulda i Arthura Lee (wicehrabiego Lee of Fareham) oraz historyka sztuki Sir Roberta Witta. Uroczyste otwarcie odbyło się w październiku tego roku. Instytut był pierwszą brytyjską instytucją specjalizującą się w akademickich badaniach nad sztuką, zanim na poszczególnych uniwersytetach zaczęto tworzyć samodzielne wydziały historii sztuki. Jego pierwszą siedzibą do 1989 r. był Home House przy 20 Portman Square – londyńska rezydencja Courtaulda. Obecnie Instytut wraz z Galerią zajmują północne skrzydło Somerset House przy Strandzie. Niemal od początku pozostaje blisko związany z londyńskim Instytutem Warburga, z którym od 1937 r. wspólnie publikuje „The Journal of the Warburg and Courtauld Institutes”.  
W gronie jego dyrektorów był m.in. Anthony Blunt (1907-1983), badacz nowożytnego malarstwa francuskiego (popularnie kojarzony ponadto jako członek tzw. piątki z Cambridge).

## Reputacja
Instytut Courtaulda cieszy się bardzo wysoką reputacją - wielu jego absolwentów zajmuje wysokie stanowiska, m.in. w światowym muzealnictwie.  Wśród jego absolwentów są lub byli dyrektorzy takich instytucji jak m.in. Metropolitan Museum of Art w Nowym Jorku, British Museum w Londynie, National Gallery w Londynie, Tate w Londynie, Detroit Institute of Art, Cleveland Museum of Art, Ashmolean Museum w Oksfordzie, Morgan Library & Museum w Nowym Jorku, Kunsthalle Bremen, Fitzwilliam Museum w Cambridge, Kimbell Art Museum w Fort Worth, National Galleries of Scotland w Edynburgu, Statens Museum for Kunst w Kopenhadze, Deutsches Historisches Museum w Berlinie, Art Gallery of Ontario w Toronto, Bibliotheca Hertziana w Rzymie. 

## Polscy historycy sztuki związani z The Courtauld Institute of Art
- Wiesław Juszczak[16]
- Lech Kalinowski[17]
- Paweł Leszkowicz[18]
- Jerzy Żarnecki (w latach 1961-1974 - zastępca dyrektora Courtauld Institute of Art)[19][20][21]
- Jacek Czeczot-Gawrak[22]
- Barbara Arciszewska[23]

## Galeria

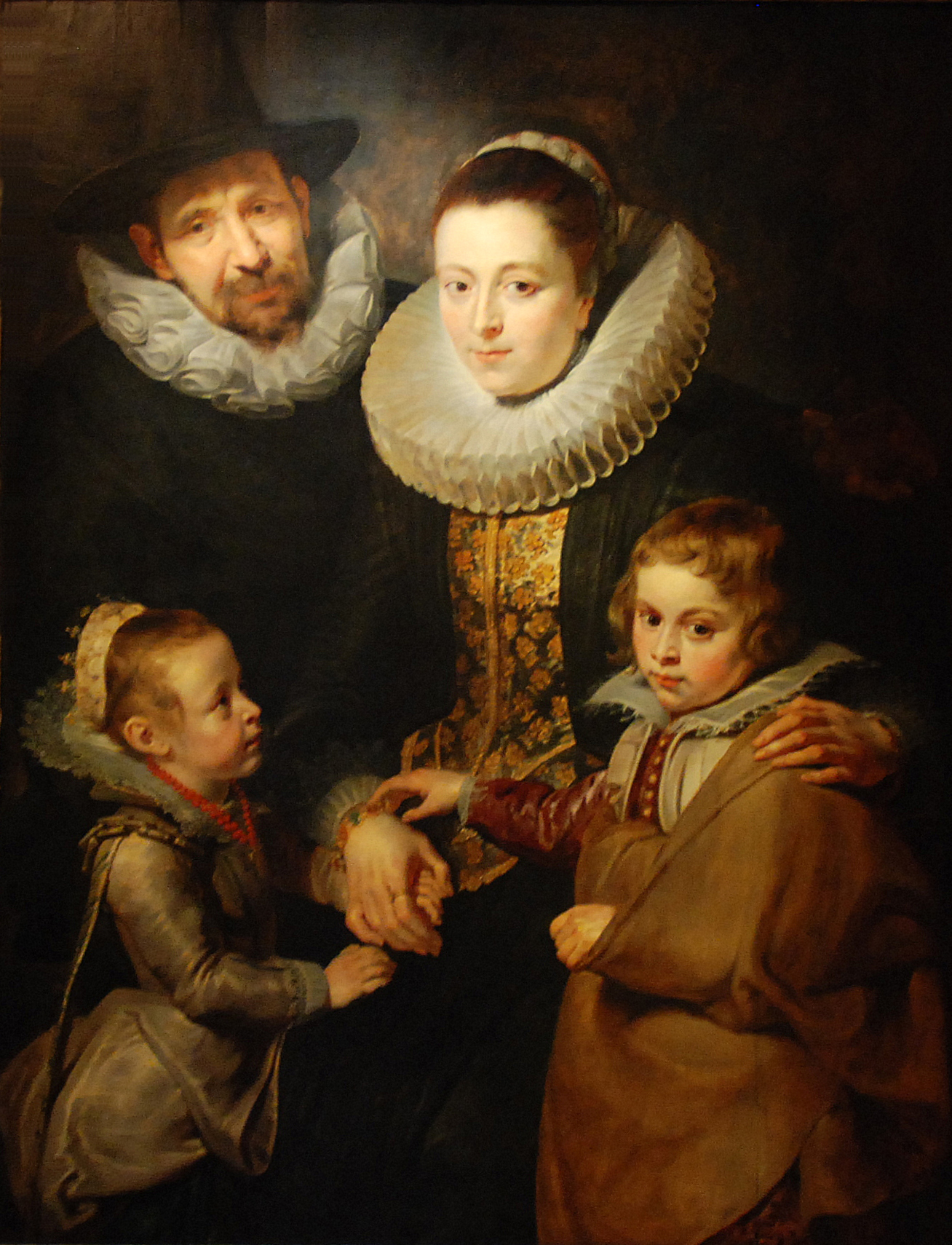
Peter Paul Rubens – Rodzina Jana Brueghla Starszego (1613-1615)
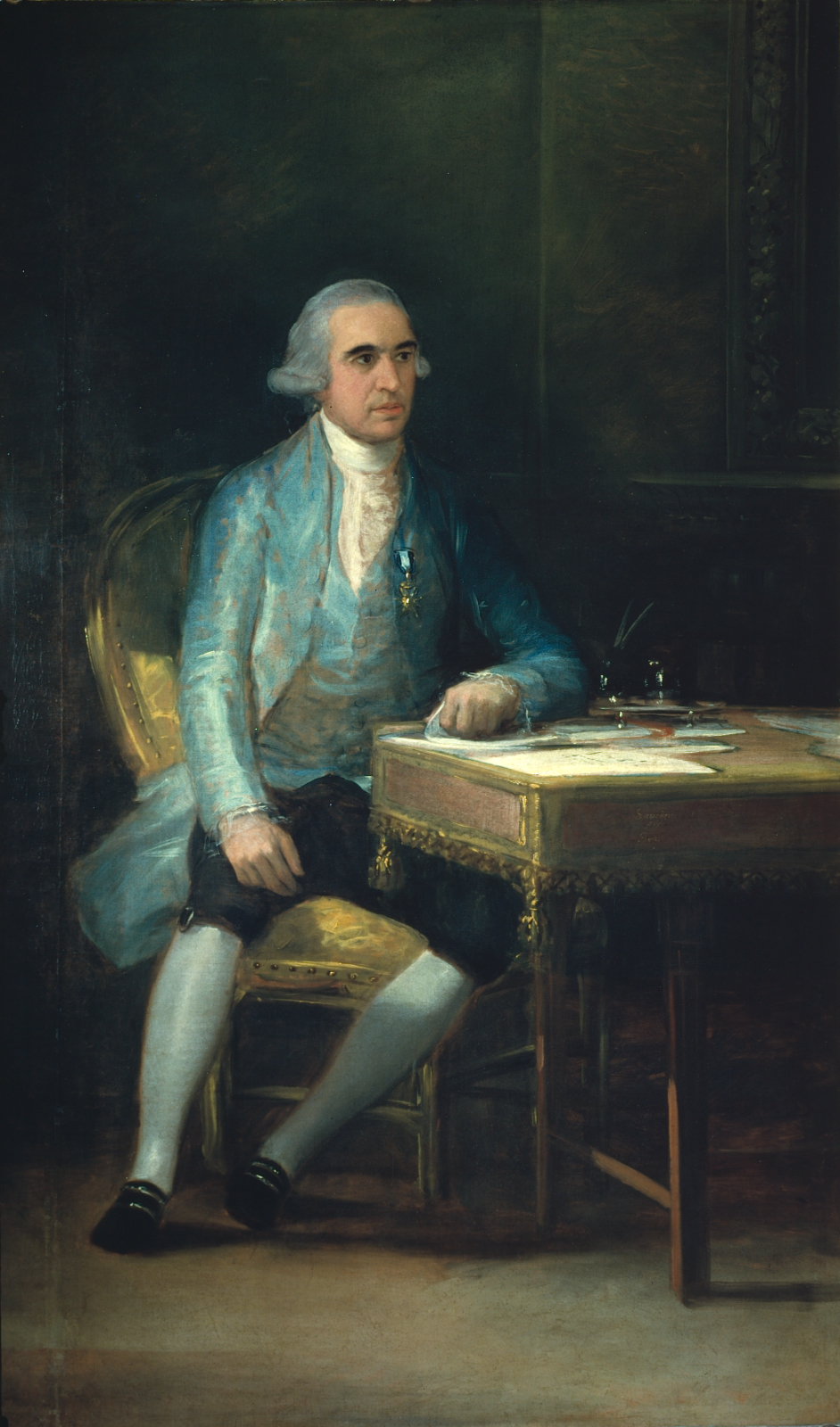
Francisco Goya – Francisco de Saavedra (1798)
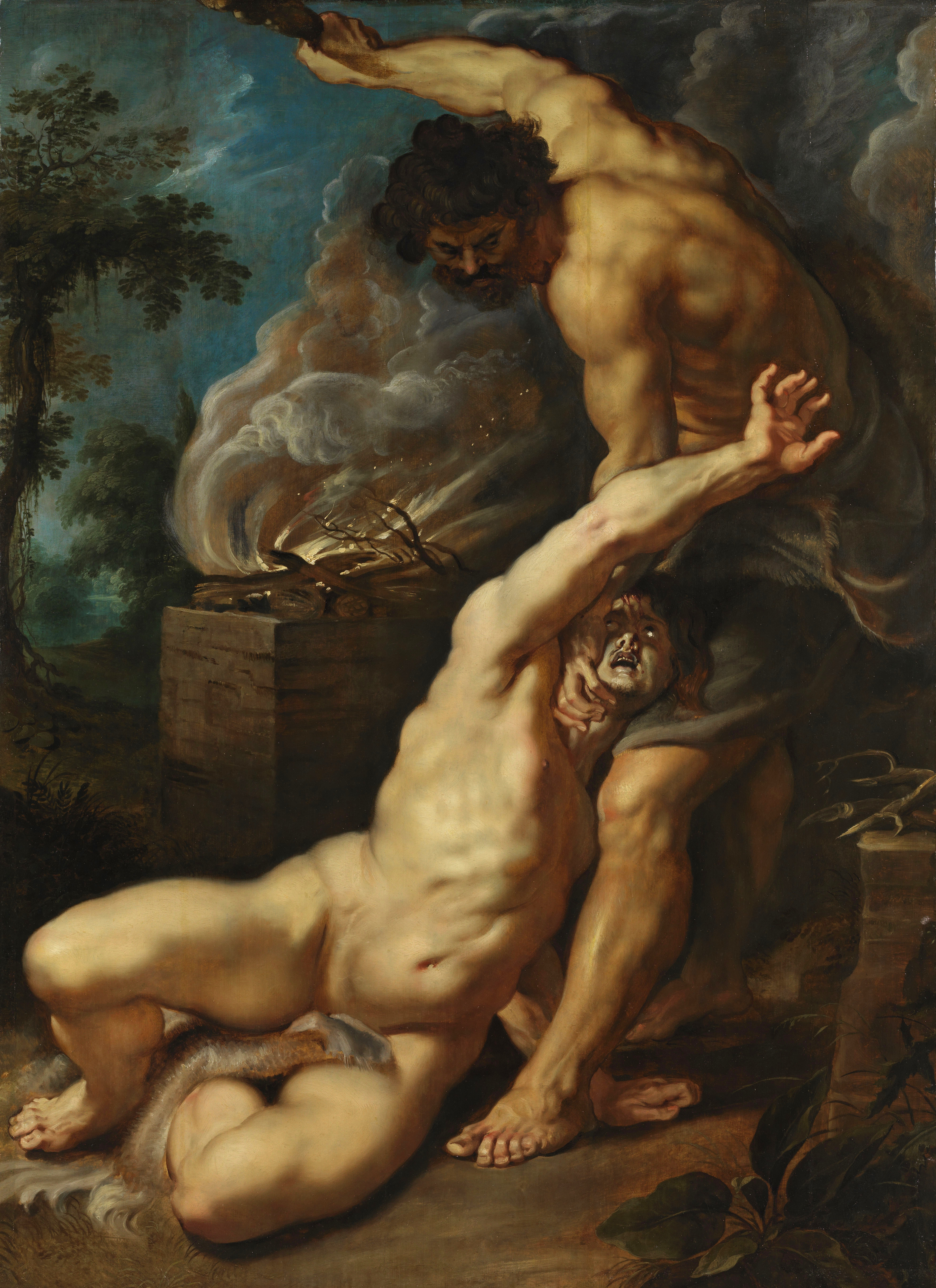
Peter Paul Rubens – Kain zabijający Abla (1608-1609)
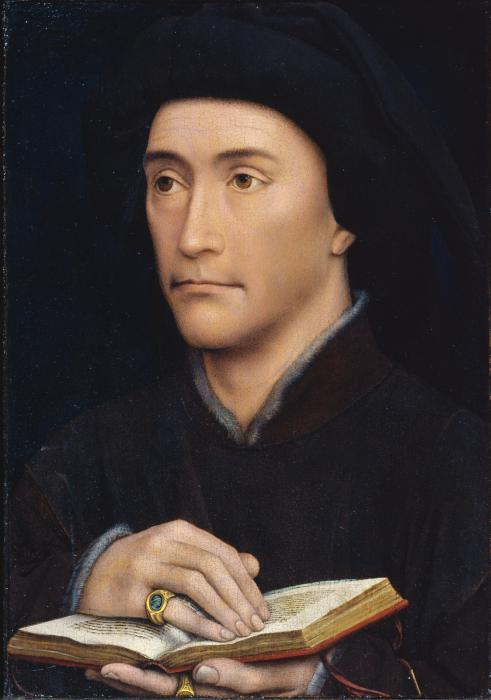
Rogier van der Weyden – Portret mężczyzny (Guillaume Fillastre?), lata 40. XV wieku